# Paul W. S. Anderson
Pentru alte persoane numite Paul Anderson, a se vedea Paul Anderson (dezambiguizare).
A nu se confunda cu regizorul american Paul Thomas Anderson.
Paul William Scott Anderson (n. 4 martie 1965, Newcastle-upon-Tyne), cunoscut și ca Paul W. S. Anderson sau Paul Anderson, este un regizor englez, producător și scenarist care lucrează de obicei la filme horror, științifico-fantastice și ecranizări de jocuri video.

## Biografie
Născut în Wallsend, Newcastle upon Tyne, Anglia, Anderson a fost educat la Newlands Preparatory School, Gosforth, și ulterior la  Royal Grammar School din Newcastle. Apoi a absolvit Universitatea Warwick, cu un BA (Bachelor of Arts), ffind specializat în film și literatură.

## Filmografie
| An   | Film                               | Ca      | Ca        | Ca         |
| An   | Film                               | Regizor | Scenarist | Producător |
| ---- | ---------------------------------- | ------- | --------- | ---------- |
| 1994 | Shopping                           | Da      | Da        | Nu         |
| 1995 | Mortal Kombat                      | Da      | Nu        | Nu         |
| 1997 | Event Horizon (Destinație mortală) | Da      | Nu        | Nu         |
| 1998 | Soldier                            | Da      | Nu        | Nu         |
| 2000 | The Sight                          | Da      | Da        | Da         |
| 2002 | Resident Evil                      | Da      | Da        | Da         |
| 2004 | Alien vs. Predator                 | Da      | Da        | Nu         |
| 2004 | Resident Evil: Apocalypse          | Nu      | Da        | Da         |
| 2005 | The Dark                           | Nu      | Nu        | Da         |
| 2007 | DOA: Dead or Alive                 | Nu      | Nu        | Da         |
| 2007 | Resident Evil: Extinction          | Nu      | Da        | Da         |
| 2008 | Death Race                         | Da      | Da        | Da         |
| 2009 | Pandorum                           | Nu      | Nu        | Da         |
| 2010 | Resident Evil: Afterlife           | Da      | Da        | Da         |
| 2011 | The Three Musketeers               | Da      | Nu        | Da         |
| 2011 | Death Race 2                       | Nu      | Da        | Da         |
| 2012 | Resident Evil: Retribution         | Da      | Da        | Da         |
| 2013 | Death Race 3: Inferno              | Nu      | Nu        | Da         |
| 2014 | Pompeii                            | Da      | Da        | Da         |
| 2014 | Resident Evil: Salvation           | Da      | Da        | Da         |